# Tamara Moskvina
Tamara Nikolaevna Moskvina (in russo Тама́ра Никола́евна Москвина́?; Leningrado, 26 giugno 1941) è un'ex pattinatrice artistica su ghiaccio e allenatrice di pattinaggio su ghiaccio sovietica, specializzata nel pattinaggio artistico su ghiaccio a coppie.

## Palmarès
Coppie con Aleksej Mišin
| Internazionali            | Internazionali | Internazionali | Internazionali | Internazionali |
| Evento                    | 1965–66        | 1966–67        | 1967–68        | 1968–69        |
| ------------------------- | -------------- | -------------- | -------------- | -------------- |
| Giochi olimpici invernali |                |                | 5°             |                |
| Campionati mondiali       |                | 6°             | 4°             | 2°             |
| Campionati europei        |                | 6°             | 2°             | 3°             |
| Prize of Moscow News      |                | 1°             |                | 1°             |
| Universiadi               | 3°             |                |                |                |
| Nazionali                 |                |                |                |                |
| Campionati sovietici      | 3°             | 2°             | 2°             | 1°             |

Coppie con Aleksandr Gavrilov
| Nazionali            | Nazionali |
| Evento               | 1965      |
| -------------------- | --------- |
| Campionati sovietici | 1°        |

Individuale femminile
| Internazionali       | Internazionali | Internazionali | Internazionali | Internazionali | Internazionali | Internazionali | Internazionali | Internazionali |
| Evento               | 1959           | 1960           | 1961           | 1962           | 1963           | 1964           | 1965           | 1966           |
| -------------------- | -------------- | -------------- | -------------- | -------------- | -------------- | -------------- | -------------- | -------------- |
| Campionati europei   |                | 27°            |                | 19°            | 20°            |                | 14°            |                |
| Nazionali            |                |                |                |                |                |                |                |                |
| Campionati sovietici | 9°             | 2°             | 2°             | 1°             | 1°             | 1°             | 1°             | 1°             |